# Franck Cammas
Pour les articles homonymes, voir Cammas.

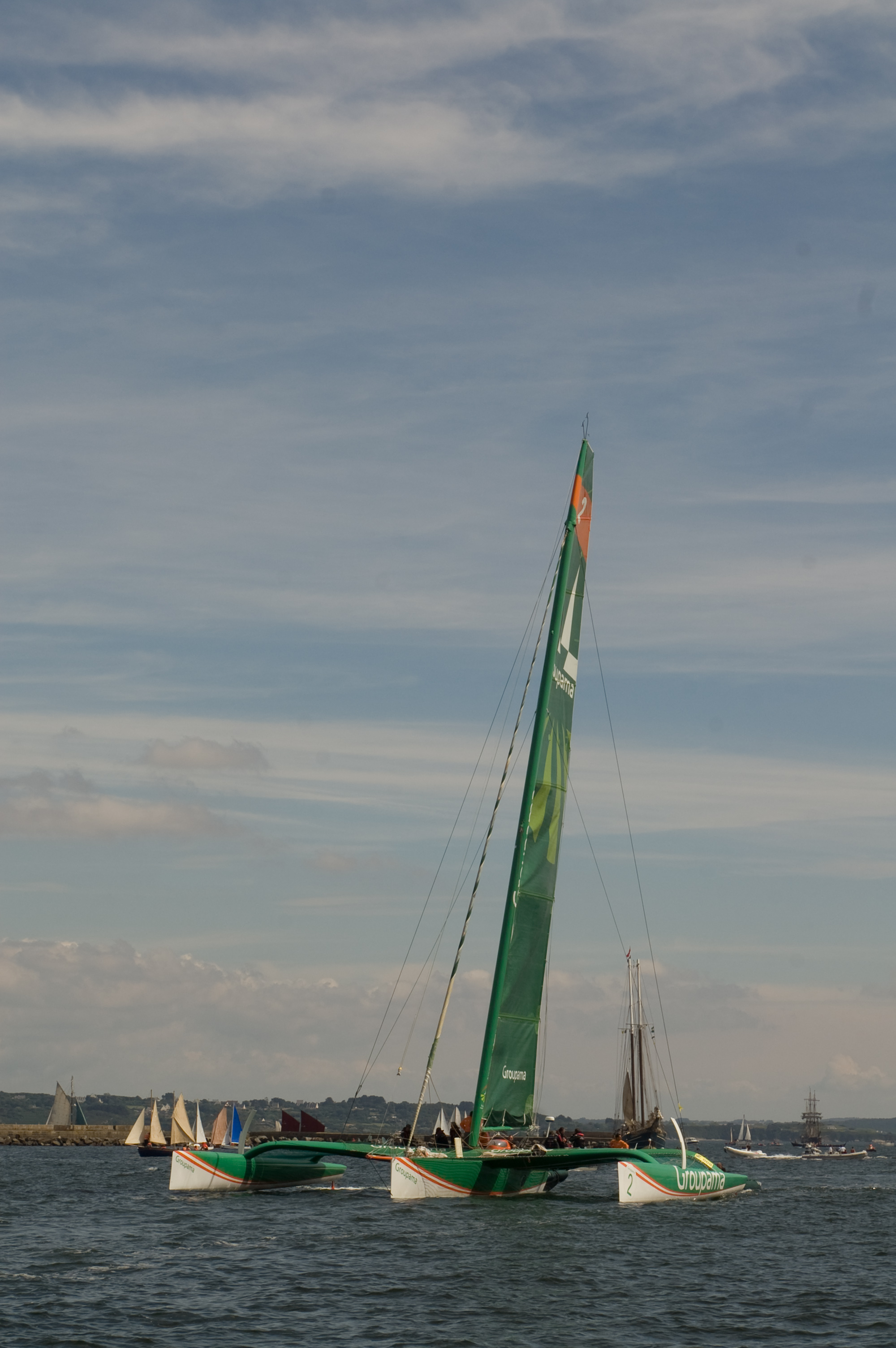
Groupama II dans la rade de Brest.

Franck Cammas, né le 22 décembre 1972 à Aix-en-Provence (Bouches-du-Rhône), est un navigateur et skipper français. Il est élu Marin de l'année (FFV) en 2012 et en 2013 et Marin de la Décennie 2010-2020.

## Biographie
Ses parents enseignants écolos, Yves et Éliane Cammas faisant construire sur un terrain proche une maison qui reste longtemps en chantier, Franck Cammas vit dans un mobil home au pied de la montagne Sainte-Victoire de l'âge de 10 à 18 ans.
Il découvre sa passion pour la mer par la lecture de livres sur le sujet, notamment Le Tour du monde de Pen Duick VI d'Éric Tabarly. À 10 ans, il commence des stages d'Optimist à Marseille puis se lance dans des régates.
Il fait « math sup », « math spé » et le conservatoire de piano, puis décide finalement de naviguer après avoir réussi le concours d'entrée de l’École Nationale Supérieure de la Marine marchande (ENSM). En 1997, à 24 ans, il remporte la Solitaire du Figaro et barre un an plus tard son premier trimaran baptisé du nom de son sponsor Groupama, avec lequel il remporte la Transat Jacques-Vabre à deux reprises : en 2001 et en 2003.
Son deuxième trimaran, baptisé Groupama 2 est mis à l'eau le 21 janvier 2004.
C'est un 60 pieds ORMA, avec lequel il remporte le championnat en 2007.
Il termine à la 5e place de la route du Rhum 2006 avec Groupama 2, en 8 jours, 17 heures, 55 minutes et 17 secondes.
Il gagne la Transat Jacques-Vabre 2007, avec Groupama 2, en 10 jours, 38 minutes et 43 secondes.
Groupama 3 est un maxi-trimaran de 31,50 m, mis à l'eau en 2006 et destiné à un programme de records.
Il bat le record du monde du tour en équipage du trophée Jules-Verne d'un peu plus de deux jours, en 48 jours, 7 heures, 44 minutes et 52 secondes, en coupant la ligne d’arrivée le samedi 20 mars 2010, après deux tentatives infructueuses en 2008 (chavirage au large de la Nouvelle-Zélande) et 2009 (bris de flotteur bâbord après 11 jours de course).
En 2010, il entre comme conseiller auprès d'Oracle pour la Coupe de l'America. Fin de la même année, il remporte la Route du Rhum avec Groupama 3 modifié pour la course en solitaire (mât moins haut, possibilité d'actionner certains winches en pédalant…) en 9 jours, 3 heures et 14 minutes.
Il remporte l'édition 2011 du Spi Ouest-France à bord du M34 Groupama.
Franck Cammas remporte la Volvo Ocean Race 2011-2012 à bord du VOR 70 Groupama 4. Il gagne la quatrième et la huitième étape, ainsi que trois régates in-port (Itajai, Lisbone et Lorient).
À bord du M34 Groupama 34, Cammas termine second de l'édition 2013 du Spi Ouest-France mais remporte, la même année le Tour de France à la voile à bord du M34 Groupama 34 ainsi que la petite coupe de l'América (ICCC) qui s'est déroulée du 22 au 28 septembre 2013 sur le catamaran Class C Groupama C avec Louis Viat comme coéquipier.
Le 16 novembre 2015, Cammas avec un coéquipier amateur, Johannes Wiebel, réussit pour la première fois, à doubler le cap Horn sur un catamaran de sport à foils de 20 pieds, un Nacra F20 Carbon FCS, dans le cadre d’une Julbo Sail Session.
Lors d'un entraînement en vue de la Coupe de l'America 2017, le lundi 30 novembre 2015 au large de Quiberon, Franck Cammas est sérieusement blessé à la jambe droite (double fracture tibia péroné). Cet accident l’empêchera de se présenter aux sélections pour les Jeux olympiques de 2016 mais l’objectif de sa participation à la Coupe de l’America en 2017 n’est pas remise en question.
Durant les Jeux olympiques 2020 à Tokyo, il est consultant pour France Télévisions et commente les épreuves de voile avec Gaël Robic.
Il remporte la Transat Jacques-Vabre en 2021 sur le trimaran Ultime Gitana 17 avec Charles Caudrelier.
Il vit en Bretagne et est le père de deux enfants.

## Palmarès en course

### Volvo Ocean Race 2011-2012
Il remporte la Volvo Ocean Race 2011-2012, sur le VOR 70 Groupama 4.
Victoires :
- 1er de la 4e étape Sanya-Auckland
- 1er de la 8e étape Lisbonne-Lorient
- 1er de la régate « in-port » à Itajai
- 1er de la régate « in-port » à Lisbonne
- 1er de la régate « in-port » à Lorient

Podiums :
- 2e de la 3e étape Abu Dhabi-Sanya
- 2e de la 7e étape Miami-Lisbonne
- 2e de la 9e étape Lorient-Galway
- 2e de la régate « in-port » à Miami
- 2e de la régate « in-port » à Abu Dhabi
- 3e de la 1re étape Alicante-Le Cap
- 3e de la 5e étape Auckland-Itajai
- 3e de la 6e étape Itajai-Miami
- 3e de la régate « in-port » à Auckland

Autres :
- 4e de la 2e étape Le Cap-Abu Dhabi
- 4e de la régate « in-port » à Galway
- 5e de la régate « in-port » à Alicante
- 5e de la régate « in-port » à Le Cap
- 5e de la régate « in-port » à Sanya

### Transat Jacques-Vabre
Il remporte la Transat Jacques-Vabre en 2001, en 2003, en 2007 et en 2021.
- 2021 : 1er sur le trimaran Ultime Gitana 17 avec Charles Caudrelier en 16 jours, 1 heure, 49 minutes et 16 secondes
- 2007 : 1er sur le trimaran ORMA Groupama 2 avec Steve Ravussin en 10 jours, 0 heure, 38 minutes et 43 secondes
- 2005 : abandon avec Franck Proffit
- 2003 : 1er sur le trimaran ORMA Groupama avec Franck Proffit en 11 jours, 23 heures, 10 minutes et 41 secondes
- 2001 : 1er sur le trimaran ORMA Groupama avec Steve Ravussin en 14 jours, 9 heures, et 3 minutes
- 1999 : 2e sur le trimaran ORMA Groupama avec Steve Ravussin en 15 jours, 17 heures et 7 minutes

### Route du Rhum
- 2010 : 1er sur Groupama 3, en 9 jours, 3 heures, 14 minutes et 47 secondes
- 2006 : 5e sur le trimaran ORMA Groupama 2
- 2002 : chavirage après sept heures de course[19]
- 1998 : 3e sur le trimaran ORMA Groupama

### Solitaire du Figaro
- 1997 : 1er sur Athena[8]
- 1995 : 4e sur Skipper Elf
- 1994 : 4e sur Espoir Crédit Agricole

### Trophée Clairefontaine
| Année    | 1998 | 1999 | 2000 | 2001 | 2002 | 2004 | 2005 | 2006 | 2007 | 2009 | 2010 |
| Position | 2    | 2    | 1    | 4    | 4    | 6    | 2    | 1    | 4    | 1    | 2    |

### Circuit Extreme 40
- 2010 :
  -     - 5e des Extreme Sailing Series[20] (sur l'Extreme 40 Groupama 40)
    - 5e du Grand Prix de Trapani
    - 5e du Grand Prix d'Almeria
    - 5e du Grand Prix de Sète
    - 6e du Grand Prix de Cowes
    - 7e du Grand Prix de Kiel
- 2009 :
  -     - 4e de l'iShare Cup (sur l'Extreme 40 Groupama 40)
    - 3e du Grand Prix d'Almeria
    - 3e du Grand Prix d'Amsterdam
    - 3e du Grand Prix de Kiel
    - 5e du Grand Prix d'Hyères
    - 6e du Grand Prix de Cowes
- 2008 :
  - 4e des Extreme Sailing Series - Grand Prix de Cowes (sur l'Extreme 40 Oracle)

### Circuit Décision D35
- 2010 :
  - 8e du Bol d’Or Mirabaud (barreur sur le D35 Zen Too)
  - 11e du Grand Prix Beau-Rivage Palace (régate non validée, barreur sur le D35 Zen Too)
- 2009 :
  - 3e du Grand Prix Beau-Rivage (barreur sur le D35 Zen Too)
  - 4e de l'HP Cup La Réserve (barreur sur le D35 Zen Too)
  - 5e du Challenge Julius-Baer
  - 8e de Genève-Rolle-Genève (sur le D35 Zen Too)
- 2008: 1 er Bol d Or Mirabdaud (barreur Zebra 7)

### Autres
- 2021

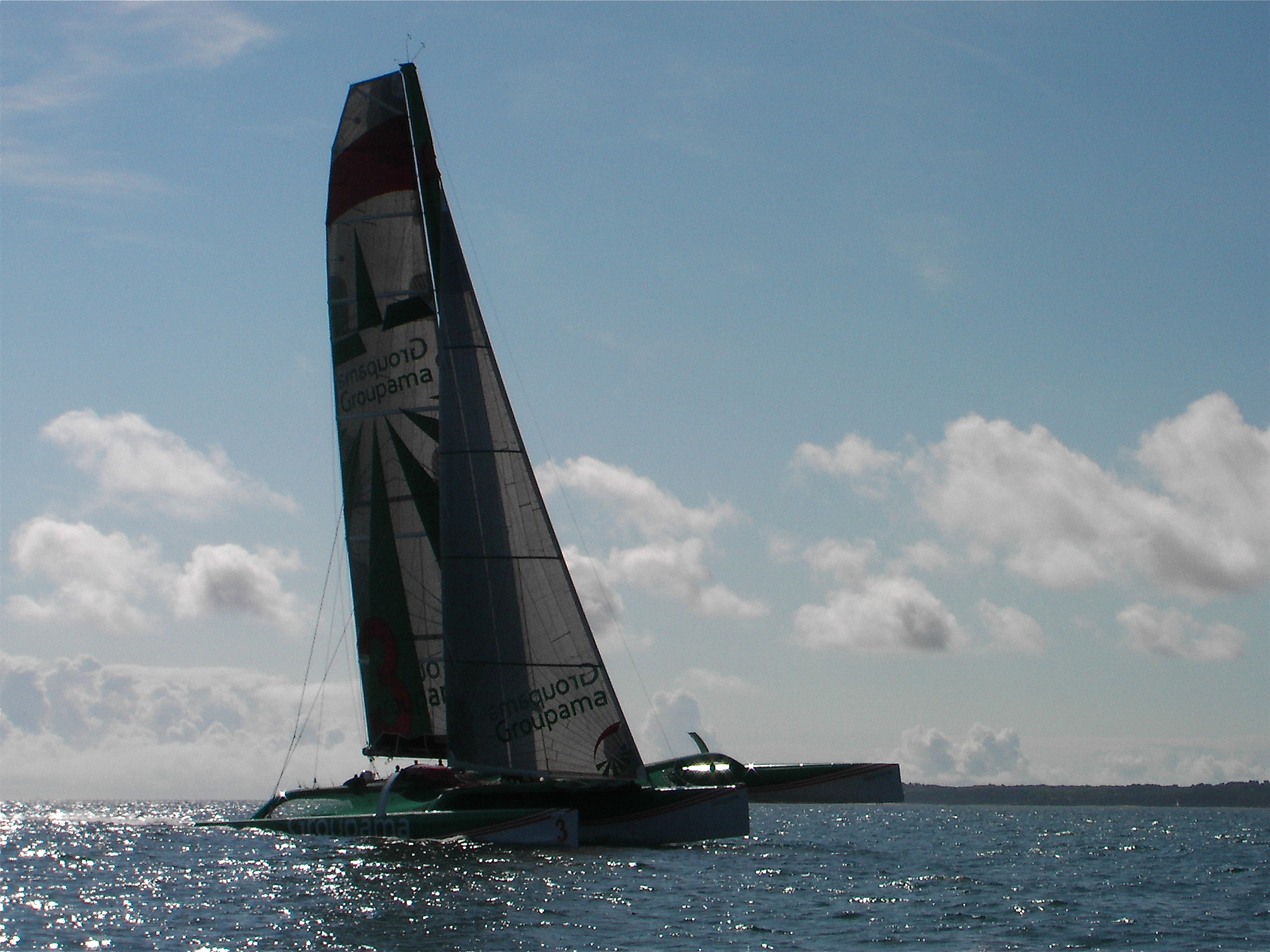
Groupama 3, le maxi trimaran barré par Franck Cammas, en 2006.

  - 1er Transat Jacques-Vabre 2021, en catégorie Ultime, avec Charles Caudrelier, à bord du maxi Edmond de Rothschild.
  - 1er Fastnet Race, en temps réel toutes catégories, avec Charles Caudrelier, à bord du maxi Edmond de Rothschild.
- 2020
  - 1 er Championnat du monde de raid en F18 (avec Mathieu Vandame)
- 2019
  - 1er Fastnet Race, en temps réel toutes catégories, avec Charles Caudrelier, à bord du maxi Edmond de Rothschild.
  - victoire avec Charles Caudrelier (et Yann Riou, mediaman ; et Marcel Van Triest, routeur à terre) ont remporté la première édition de la Brest Atlantiques.
- 2018
  - 1er GC32 tour
- 2017
  - 6 eme 35ème America's Cup Bermudes
- 2016 
  - 1 er GC 32 Tour
- 2013
  - 1er Formule 18 St Barth Cata Cup (avec Mathieu Vandamme)
  - 1er du Championnat du monde de Class C (petite Coupe de l'America) (sur Groupama C, avec Louis Viat)
  - 1er du Championnat de France de match-racing[21]
  - 1er du Tour de France à la voile (sur le M34 Groupama 34)
  - 1er de l'Iroise Cup (sur le M34 Groupama 34)
  - 1er de la Normandy Sailing Week (sur le M34 Groupama 34)
  - 1er de la Semaine olympique française (sur Nacra 17, avec Sophie de Turckheim)
  - 2e du Spi Ouest France (sur le M34 Groupama 34)
  - 6e du Championnat d'Europe de Nacra 17 (sur Nacra 17, avec Sophie de Turckheim)
  - 1 er du championnat de france de Nacra 17 (avec Sophie de Turcheim)
- 2011
  - 1er du Spi Ouest-France-Intermarché (sur le M34 Groupama 34)
  - 1er du MRA Match racing-Interrégional (sur un Bénéteau 25)
  - 2e du Match racing-Interrégional Finale Bassin Atlantique (sur un First Class 7.5)
  - 2e de la Rolex Fasnet Race en catégorie VOR 70 (sur le VOR 70 Groupama 4)
  - 8e du Tour de Belle-Ile (1er monocoque sur Groupama 70, en 3 heures, 23 minutes et 14 secondes)
- 2010
  - 1er de la Sevenstar round Britain and Ireland race (sur le VOR 70 Groupama 70)
- 2008
  - 1er du Trophée SNSM
  - 1er du Championnat de France de F18
  - 2e du Spi Ouest-France (en Open 7.50)
  - 2e de Round Creolia (en F18)
  - 2e du Championnat du monde de F18
- 2007
  - 1er du Défi de Douarnenez (sur le trimaran ORMA Groupama 2, avec Steve Ravussin)
  - 1er du Trophée des Multicoques de l'AS Lease Challenge (sur le trimaran ORMA Groupama 2, avec Steve Ravussin)
  - 1er de la Course offshore AS Lease Challenge (sur le trimaran ORMA Groupama 2, avec Steve Ravussin)
  - 1er du Spi Ouest-France (sur un Open 7.50)
  - 2e du Trophée SNSM (sur le trimaran ORMA Groupama 2, avec Steve Ravussin)
- 2006
  - 1er du Championnat du monde ORMA (sur le trimaran ORMA Groupama 2)
  - 1er du Grand Prix de Fécamp
  - 1er du Grand Prix du Portugal
  - 1er du Grand Prix de Marseille
  - 1er du Grand Prix de Trapani
  - 1er du Trophée du Conseil Général des Alpes-Maritimes (sur le trimaran ORMA Groupama 2)
  - 1er de la Course Londres / Alpes-Maritimes (sur le trimaran ORMA Groupama 2)
- 2005
  - Championnat du monde ORMA (sur le trimaran ORMA Groupama 2)
  - 1er du Grand Prix de Lorient
  - 1er du Grand Prix de Fécamp
  - 1er du Grand Prix de Galice
  - 1er du Grand Prix de Marseille
  - 1er du Grand Prix de Corse
  - 1er de la Giraglia Rolex Cup (sur le trimaran ORMA Groupama 2)
- 2004
  - 1er du Championnat du monde ORMA (sur le trimaran ORMA Groupama 2)
  - 1er du Grand Prix de Marseille
  - 1er du Grand Prix de La-Trinité-sur-Mer
  - 1er du Championnat du monde Fico-Lacoste
  - 2e de la Transat Québec-Saint-Malo (sur le trimaran ORMA Groupama 2)
  - 2e du Grand Prix de Fécamp
  - 3e du Grand Prix de Corse
  - 3e de la The Transat (sur le trimaran ORMA Groupama 2)
- 2003
  - 1er du Championnat du monde ORMA
  - 1er du Challenge Mondial Assistance (sur le trimaran ORMA Groupama 2)
  - 1er du Grand Prix de Lorient (sur le trimaran ORMA Groupama 2)
  - 1er du Grand Prix de Marseille (sur le trimaran ORMA Groupama 2)
  - 1er du Grand Prix de Fécamp (sur le trimaran ORMA Groupama 2)
  - 2e du Grand Prix d'Italie (sur le trimaran ORMA Groupama 2)
- 2002
  - 1er du Grand Prix de Lorient
  - 2e du Grand Prix de Belgique
  - 6e du Championnat du monde ORMA (sur le trimaran ORMA Groupama)
- 2001
  - 1er du Championnat du monde ORMA (sur le trimaran ORMA Groupama)
  - 1er du Grand Prix du Cap d'Agde
  - 2e du Grand Prix d'Italie
  - 2e du Grand Prix de Fécamp
  - 3e du Grand Prix de Belgique
  - 3e du Challenge Mondial Assistance (sur le trimaran ORMA Groupama)
- 2000
  - 1er du Championnat du monde ORMA (sur le trimaran ORMA Groupama)
  - 1er du Grand Prix de Fécamp
  - 1er du Championnat du monde Fico-Lacoste
  - 1er de la Transat Québec-Saint-Malo (sur le trimaran ORMA Groupama)
  - 2e du Grand Prix de Royan
  - 2e du Grand Prix de La Trinité-sur-Mer
  - 3e de la Europe1 New Man Star (sur le trimaran ORMA Groupama)
- 1999
  - 2e du Championnat du monde ORMA (sur le trimaran ORMA Groupama)
  - 2e du Spi Ouest-France (sur le Mumm 30 Groupama)
  - 3e du Grand Prix de Vendée
  - 3e du Grand Prix de Marseille
  - 3e du Grand Prix de Fécamp
  - 3e du Tour de l'Europe (sur le trimaran ORMA Groupama )
- 1998
  - 2e du Grand Prix de La Trinité-sur-Mer (sur le trimaran ORMA Groupama)
  - 5e du Grand Prix de Royan (sur le trimaran ORMA Groupama)
  - 8e de la Transat Ag2r (sur le Figaro Groupama, avec Michel Desjoyeaux)
- 1997
  - 1er du Spi Ouest-France en Figaro (sur le Figaro Athena)
- 1996
  - 2e du Spi Ouest-France en Figaro (sur le Figaro Skipper Elf)
  - 3e de la Transat Ag2r (sur le Figaro Skipper Elf, avec Jean-Luc Nélias)
- 1994
  - 1er du Challenge Espoir Crédit Agricole

## Records
- Trophée Jules-Verne : 48 jours, 7 heures, 44 minutes et 52 secondes >> record détenu du 20 mars 2010 au 6 janvier 2012
- Traversée de l'Atlantique nord : 4 j 3 h 57 min 54 s (23 juillet 2007) >> record détenu du 24 juillet 2007 au 2 août 2009
- Record de distance à la voile en 24 heures : 794 milles (moyenne 33,08 nœuds) (20 juillet 2007) >> record détenu du 21 juillet 2007 au 1er août 2009
- Route de la découverte (Cadix - San Salvador) : 7 jours 10 heures 58 minutes et 53 secondes >> record détenu du 1er mai 2007 au 6 novembre 2013
- Miami - New York : 1 jour 11 heures 5 minutes et 20 secondes (4 juin 2007)
- Transméditerranéenne (Marseille - Carthage) : 17 heures 08 minuntes et 23 secondes (16 mai 2009)[22] >> record détenu du 16 mai 2009 au 15 mai 2010
- Détenteur du record de la Sevenstar round Britain and Ireland race en 5 jours 21 heures 26 minutes 55 secondes (29 août 2010)
- Transat Jacques-Vabre (Trimaran ORMA) : 10 jours 00 heures 38 minutes et 43 secondes à la vitesse moyenne de 19,18 nœuds (2007)[23]
- Trophée Clairefontaine : plus grand nombre de points marquées avec 82 points sur 90 possibles en 2000.

## Distinctions
Le 13 septembre 2011, Franck Cammas devient le lauréat 2010 du Grand Prix de l'Académie des sports récompensant ainsi ses succès dans le trophée Jules-Verne et la Route du Rhum.
Le 19 septembre 2011, Franck Cammas devient chevalier de la Légion d'honneur,.
Le 10 décembre 2012, il est élu marin de l'année à la suite de sa victoire sur la Volvo Ocean Race.
Le 9 décembre 2013, il est élu à nouveau marin de l'année à la suite de sa victoire sur le Tour de France et lors de la Petite Coupe de l'America.
Le 16 juin 2015, un portrait de lui composé de milliers de photos d'anonymes est dévoilé à la Cité de la Voile Eric Tabarly à Lorient, pour commémorer sa carrière.
Le 17 décembre 2020 Frank Camas est élu Marin de la Décennie 2010-2020, par la Fédération française de voile, devant François Gabart, Armel Le Cléac’h et Damien Seguin.